# A Friend in Need (film 1914 Wilson)
A Friend in Need è un cortometraggio muto del 1914 diretto da Frank Wilson.

## Trama
Dopo che un guardiacaccia è stato ferito dai bracconieri, il pony Sandow va a chiamare la polizia in suo aiuto.

## Produzione
Il film fu prodotto dalla Hepworth.

## Distribuzione
Distribuito dalla Hepworth, il film - un cortometraggio di 168 metri - uscì nelle sale cinematografiche britanniche nel febbraio 1914 e, negli Stati Uniti, il 6 luglio 1914. Qui, veniva programmato nelle proiezioni con il sistema dello split reel, accorpato in un'unica bobina con un altro cortometraggio prodotto nel 1913 dalla Hepworth, la commedia No Flies on Cis.
Il film, prodotto dalla Hepworth, fu distrutto nel 1924 dallo stesso produttore, Cecil M. Hepworth. Fallito, in gravissime difficoltà finanziarie, il produttore pensò in questo modo di poter almeno recuperare il nitrato d'argento della pellicola.